# Cadambathur Tiruvenkatacharlu Rajagopal
Cadambathur Tiruvenkatacharlu Rajagopal (Madras, 8 de setembro de 1903 — Madras, 25 de abril de 1978) foi um matemático indiano.